# Горкино (деревня, Ивановская область)
Го́ркино — деревня в Родниковском районе Ивановской области России, входит в состав Каминского сельского поселения.

## География
Расположена в 9 км к северо-западу от районного центра — города Родники.

## Население
| 2010 |
| ---- |
| 180  |

## Улицы
Уличная сеть состоит из трёх улиц — Новой, Станционной и Центральной.

## Инфраструктура
Путевое хозяйство Ярославского региона Северной железной дороги.

## Архитектура и культура
В деревне расположен храмовый комплекс, включая Спасо-Преображенский храм 1732 года.

## Транспорт
В деревне расположена железнодорожная станция Горкино, на станции останавливаются пригородные поезда до Иванова, Кинешмы, также ежедневно останавливаются поезда 661/662 Кинешма — Москва.